# Fratello (singolo)
Fratello è un singolo del rapper italiano Clementino, pubblicato il 6 settembre 2013 come terzo estratto dal terzo album in studio Mea culpa.
Il singolo ha visto la collaborazione del cantautore Jovanotti.

## Descrizione
Come affermato dallo stesso Clementino, il brano parla di quando, in un futuro remoto, non ci saranno più distinzioni sociali ma ci si rivolgerà l'uno all'altro chiamandosi semplicemente "fratello".
Nel testo del brano vi è una citazione tratta dal brano di Jovanotti L'ombelico del mondo («pelle di Ebano di un padre indigeno e occhi smeraldo come il diamante»), ed è stato questo che ha spinto Clementino a richiedere una collaborazione al cantautore. 
Si noti che per tutta la canzone in sottofondo come base musicale è presente un estratto di Congo, brano del gruppo musicale rock progressivo britannico Genesis, registrato per l'album Calling All Stations nel 1997.
La canzone è stata scritta e registrata ad Amsterdam. Inizialmente il brano si sarebbe dovuto intitolare Fratmo, ovvero "fratello mio" in napoletano.

## Video musicale
Il videoclip è stato pubblicato il 10 ottobre 2013 in anteprima sul sito ufficiale de la Repubblica e successivamente l'11 ottobre sul canale ufficiale YouTube del rapper.
Nel video si può vedere Clementino mentre canta la canzone davanti a vari sfondi italiani. Jovanotti appare nel video in alcune riprese fatte dal Brasile, a Rio de Janeiro, dove al momento il cantautore sta proponendo una serie di concerti.
La regia del video è di Ludovico Galletti e Sami Schinaia per quanto riguarda le riprese effettuate in Italia, mentre è a cura di Leandro Manuel Emede e Nicolò Cerioni (della SugarKane Productions) per le riprese fatte in Brasile.